# Meziklasí

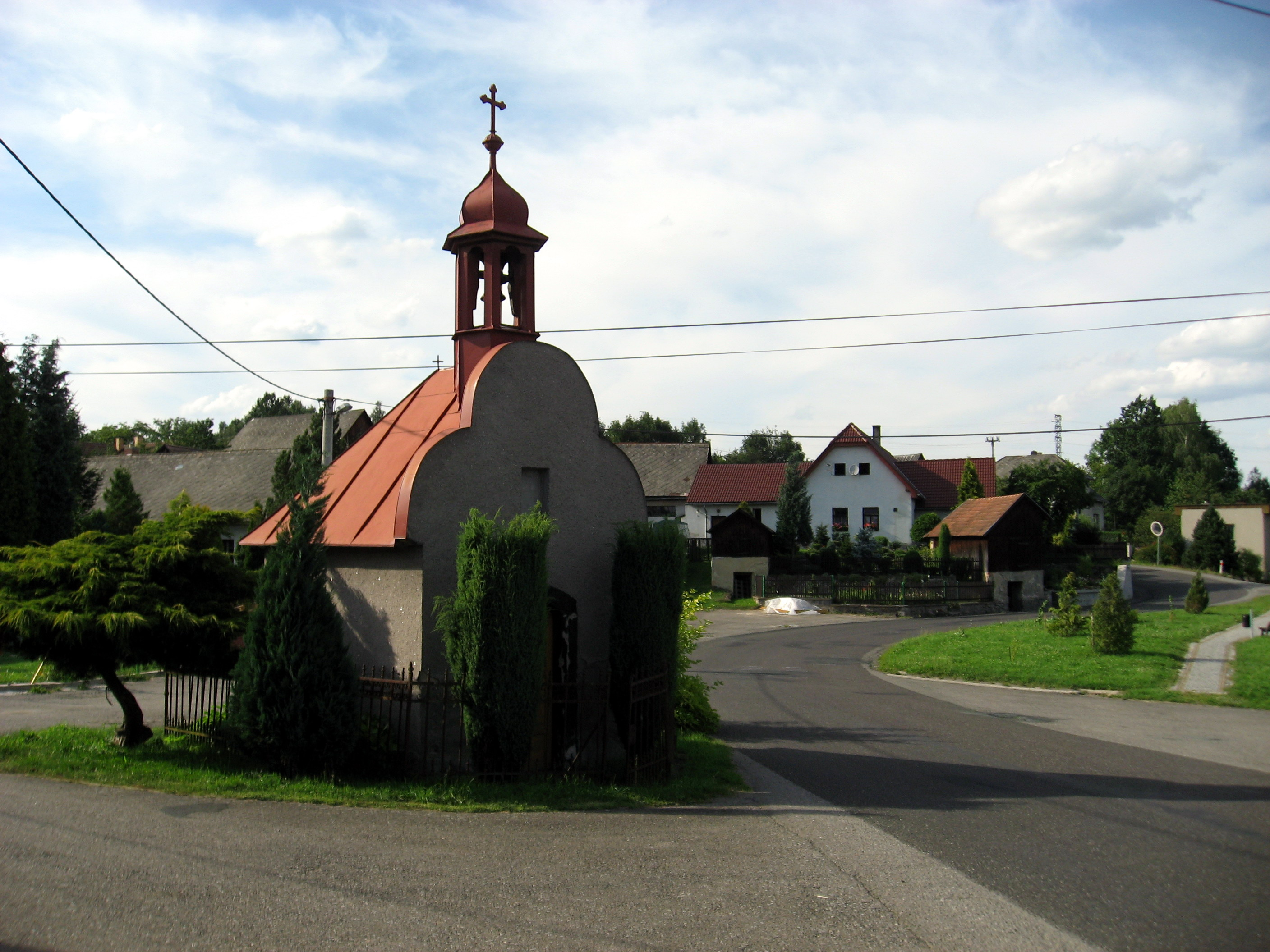

Meziklasí Csehország Havlíčkův Brod-i járásában Dolní Město része, egy kis falu. A központtól 2,5 kilométere északnyugatra fekszik. A faluban 2009-ben 42 címet jegyeztek, 2001-ben az itt lakók száma 58 volt. A hozzá tartozó földterületek nagysága 3,88 km².

## Népesség
A falu népességének változása az elmúlt években:
| Lakosok száma | 192  | 173  | 146  | 185  | 179  | 150  | 132  | 73   | 58   | 50   |
|               | 1869 | 1890 | 1900 | 1921 | 1930 | 1961 | 1970 | 1991 | 2001 | 2021 |